# Fairchild A-10 Thunderbolt II
Fairchild A-10/OA-10 Thunderbolt II, nazwa kodowa Warthog – pierwszy amerykański samolot bliskiego wsparcia sił lądowych Sił Powietrznych Stanów Zjednoczonych. A-10 jest jednomiejscowym, efektywnym i bardzo odpornym na uszkodzenia, napędzanym dwoma silnikami turbowentylatorowymi samolotem szturmowym, przeznaczonym do niszczenia czołgów, pojazdów opancerzonych i innych celów naziemnych. Nazwa „Thunderbolt” nawiązuje do P-47 Thunderbolta, samolotu myśliwsko-bombowego z drugiej wojny światowej.

## Opis konstrukcji
Dzięki zastosowaniu prostych skrzydeł o sporej cięciwie (i wynikającej z tego dużej powierzchni nośnej) A-10 ma stosunkowo niskie obciążenie powierzchni i wynikającą z tego dobrą zwrotność przy małych prędkościach i na małej wysokości. Te same skrzydła umożliwiają mu krótki start i lądowanie (STOL), pozwalając operować z lotnisk z krótszymi pasami startowymi (np. lotnisk polowych, znajdujących się blisko linii frontu). Samolot może prowadzić loty patrolowe na wysokości poniżej 300 metrów z widocznością pola walki o promieniu 2,4 km z relatywnie niskimi prędkościami rzędu 300 km/h, pozwalającymi na skuteczniejszy atak celów naziemnych niż w przypadku szybkich samolotów myśliwsko-bombowych. Dodatkowo - zastosowany napęd turbowentylatorowy oraz przytoczona aerodynamika płata powodują, że koszt wyniesienia i użycia ładunku bojowego jest w przypadku A-10 znacznie mniejszy, niż w przypadku samolotów myśliwsko-bombowych (np. F/A 18 czy F-15E). 
Konstrukcja samolotu jest specjalnie wzmocniona, aby zwiększyć szansę przetrwania bezpośrednich trafień pociskami przeciwpancernymi i burzącymi o kalibrze do 23 mm. A-10 ma potrojone systemy sterowania lotem i podwojone instalacje hydrauliczne wspomagane systemami ręcznymi. Dzięki takim zabezpieczeniom możliwy jest lot i lądowanie z niesprawnymi instalacjami hydraulicznymi lub nawet częściową utratą powierzchni nośnej skrzydeł. Zbiorniki paliwa są samouszczelniające się i chronione pianką ograniczającą możliwość pożaru.

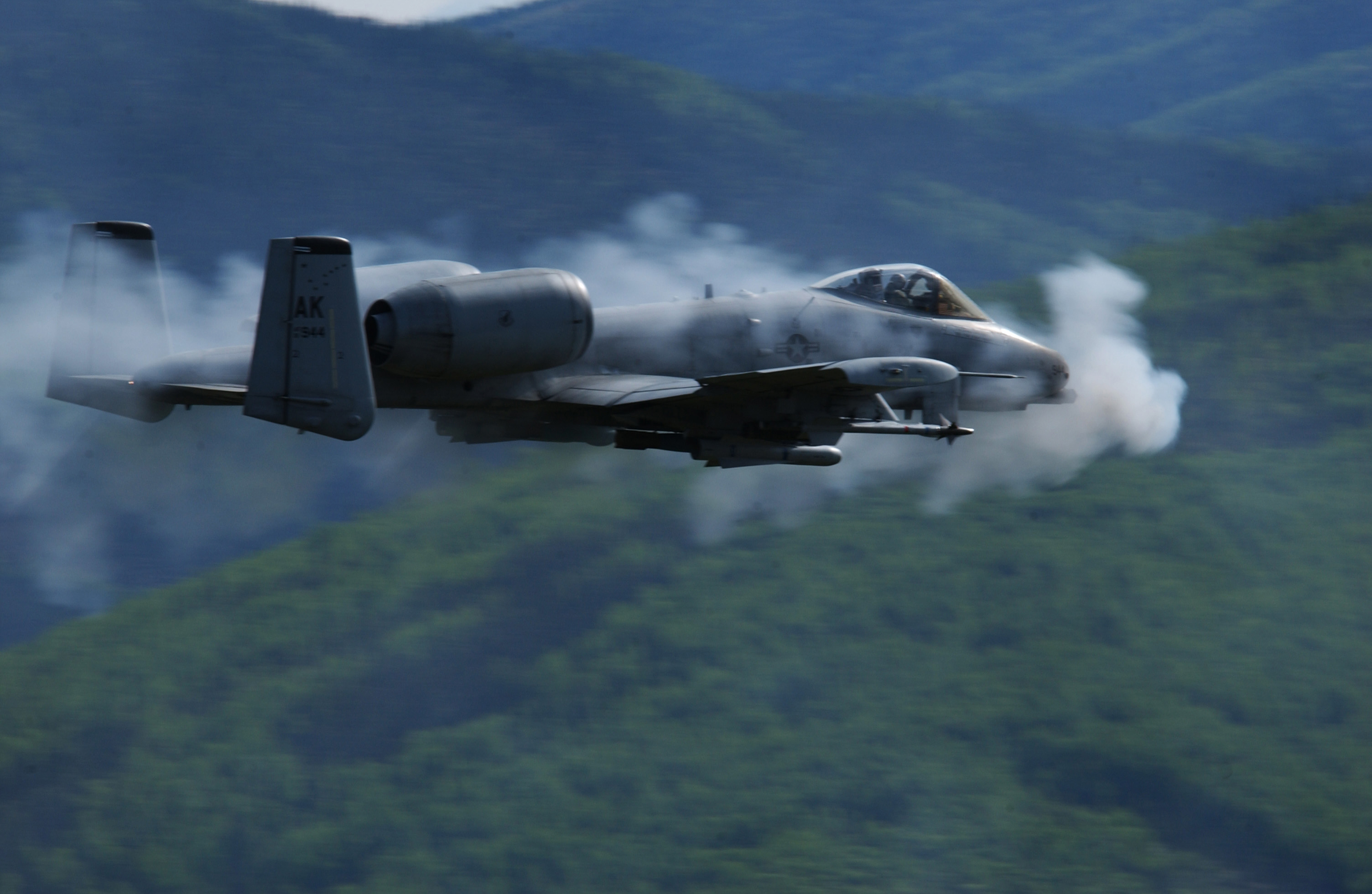
A-10 strzelający z działka GAU-8/A Avenger

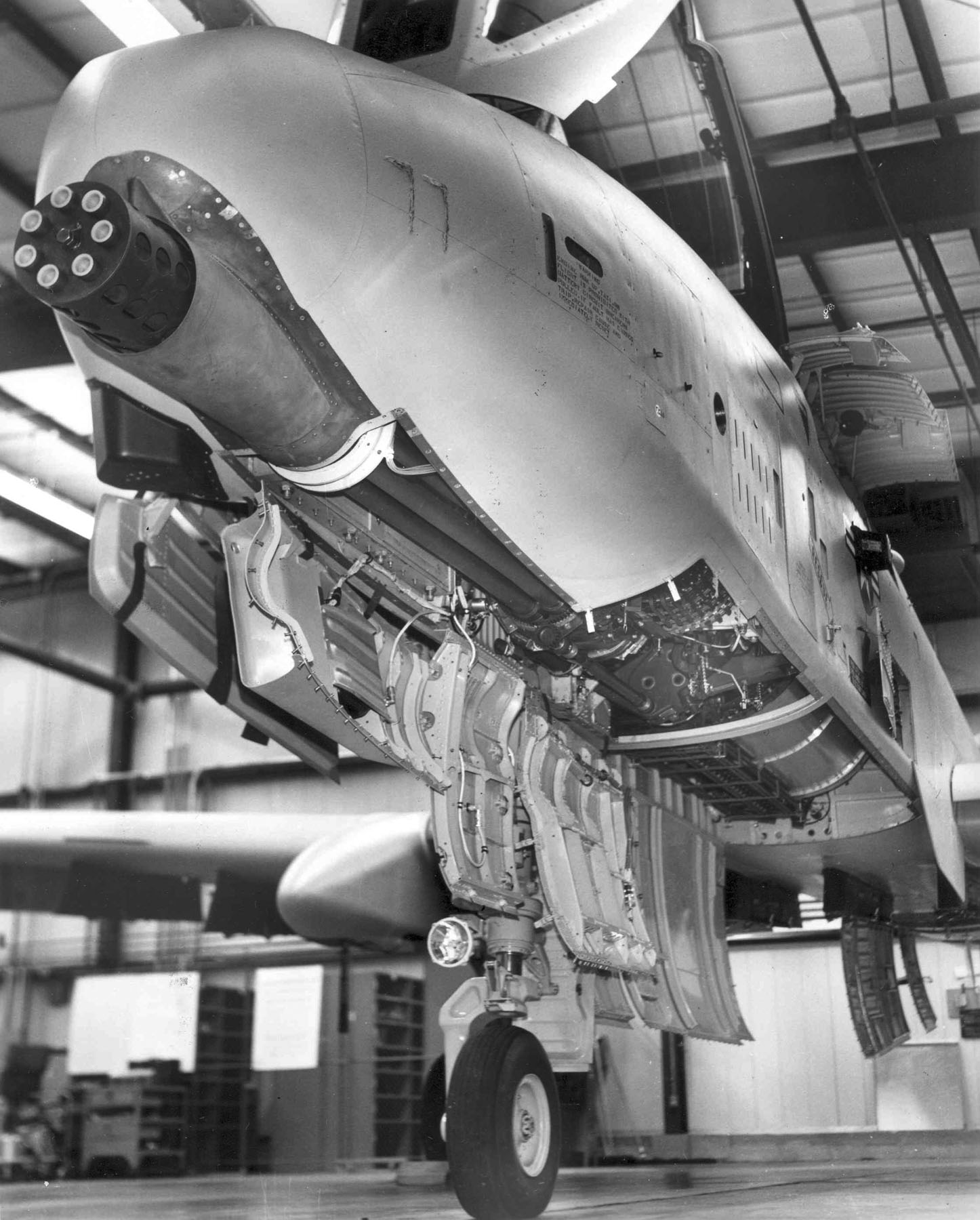
Konstrukcja działka GAU-8 w A-10 Thunderbolt II

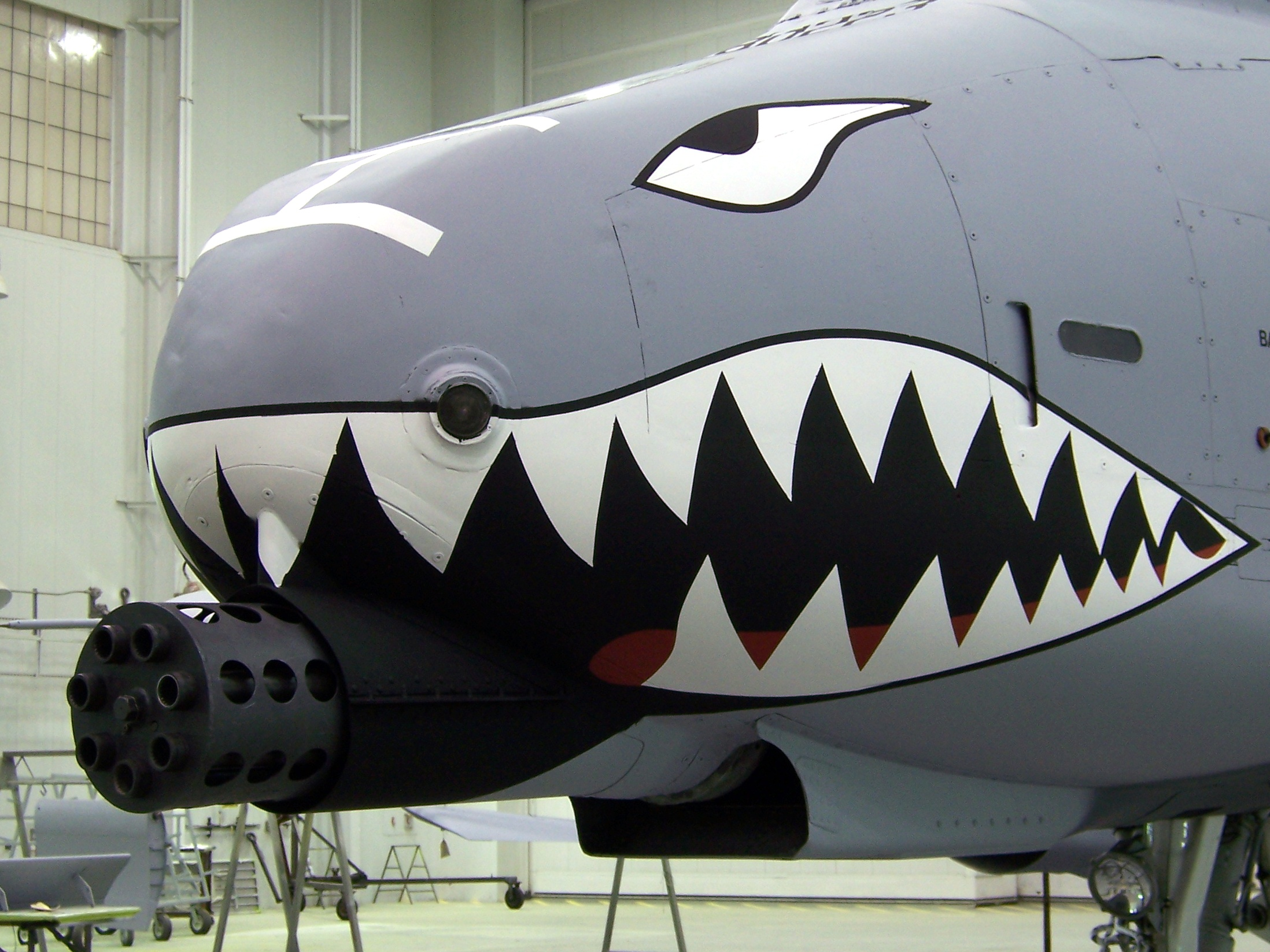
Działko GAU-8/A Avenger w zbliżeniu

Zarówno kabina pilota, jak i najważniejsze systemy sterowania chronione są pancerzem tytanowym o masie 400 kg (tzw. wanna tytanowa). Wyloty spalin z silników odrzutowych usytuowane są powyżej stateczników poziomych i pomiędzy dwoma podwójnymi statecznikami pionowymi, dzięki czemu zredukowano źródło ciepła (sygnaturę), zmniejszając prawdopodobieństwo trafienia pociskami rakietowymi naprowadzanymi na podczerwień. Takie usytuowanie silników chroni je także częściowo przed ogniem obrony przeciwlotniczej, ponieważ podczas ataku zasłaniają je powierzchnie skrzydeł i usterzenia ogonowego.
Thunderbolt II może operować ze zbudowanych prowizorycznie baz blisko pola walki. Może być także w łatwy sposób obsługiwany i naprawiany dzięki posiadaniu unikalnej cechy wymienności prawych i lewych części, poczynając od elementów silników, podwozia głównego, a na statecznikach pionowych kończąc. Wbudowana drabinka umożliwia pilotowi wejście do kabiny bez pomocy obsługi naziemnej, a niskociśnieniowe ogumienie bardzo wytrzymałego podwozia głównego i małe obciążenie powierzchni skrzydła pozwalają na start i lądowanie na krótkich, prowizorycznych pasach startowych. Możliwe jest także użytkowanie go ze zniszczonych lotnisk. Maszyna ta została zaprojektowana w taki sposób, aby możliwa była jej obsługa, tankowanie i uzbrojenie przy wykorzystaniu minimalnej ilości dodatkowych narzędzi.
Zdolność do operowania z lotnisk przyfrontowych jest korzystna ze względu na wymagania bliskiego wsparcia i konieczna ze względu na niską prędkość samolotu A-10 i związaną z nią długotrwałość lotu na oddalone pola walki.
Początkowo A-10 krytykowano za bardzo ubogie wyposażenie awioniczne. Skonstruowany do celów bliskiego wsparcia z założenia nie potrzebował złożonych systemów elektronicznych, mogących jedynie podwyższyć jego cenę. Pierwsze samoloty tego typu posiadały tylko system ostrzegania przed opromieniowaniem wiązką radarową (RWR) i urządzenia nawigacji taktycznej TACAN. Wczesne wersje nie posiadały nawet autopilota. Ze względu na przesunięcie roli A-10 w kierunku samolotu przeznaczonego do walki z celami opancerzonymi podczas ewentualnej wojny z państwami Układu Warszawskiego na terenie Europy Zachodniej, gdzie pogoda często bywa niekorzystna, Siły Powietrzne USA zażądały wprowadzenia nowocześniejszych systemów elektronicznych. Firma Fairchild-Republic zaproponowała w 1977 dwumiejscową wersję NAW (Night and Adverse Weather – do lotów nocnych i przy niekorzystnej pogodzie), ale nie przyjęto jej do uzbrojenia. Ostatecznie A-10 został wyposażony w systemy nawigacji inercyjnej (INS) i zasobnik Pave Penny służący do wykrywania celów oznaczonych znacznikiem laserowym i umożliwiającym pilotowi zrzucanie bomb naprowadzanych laserowo na cele oznaczone przez jednostki naziemne.
Pierwsze wersje A-10 nie posiadały systemów wspomagających naprowadzanie uzbrojenia i obliczanie zasięgu od celu i punktu uderzenia pocisków, co ograniczało ich możliwości do ataku tylko przy pomocy działka i pocisków rakietowych w zakresie bezpośredniej widoczności lub samonaprowadzających pocisków AGM-65 Maverick transmitujących obraz z telewizyjnej głowicy naprowadzającej do kabiny pilota.
Dużo później samolot Thunderbolt II został wyposażony w autopilota, urządzenia ostrzegające o niebezpieczeństwie kolizji z ziemią i systemy wspomagające naprowadzanie nowoczesnej broni kierowanej. Obecnie używane samoloty A-10 są zdolne do wykonywania zadań nocnych przy zastosowaniu gogli noktowizyjnych. W 1999 roku wyposażono go w nowe systemy nawigacyjne oparte na GPS.
Chociaż samolot A-10 może przenosić znaczną ilość uzbrojenia podwieszanego, to głównym jego uzbrojeniem pozostaje siedmiolufowe działko systemu Gatlinga GAU-8/A Avenger kalibru 30 mm. To najpotężniejsze wielolufowe działko lotnicze, wokół którego jest właściwie obudowany kadłub samolotu A-10, strzela pociskami przeciwpancernymi z rdzeniem ze zubożonego uranu z szybkostrzelnością 4200 pocisków na minutę. Działko zamontowano niesymetrycznie, nieco w lewo od podłużnej osi samolotu i pod kątem 3° w dół, umożliwiając skuteczniejsze ostrzeliwanie celów naziemnych.
Duża siła odrzutu działka Avenger, równa mocy jednego silnika A-10, doprowadziła do powstania legendy mówiącej, że odpowiednio długa seria z działka jest w stanie zatrzymać samolot w powietrzu lub nawet zmusić go do lotu do tyłu. Zgodnie z danymi producenta działka GAU-8/A Avenger jego siła odrzutu wynosi 45 kN, co jest wartością stanowiącą ponad połowę łącznego ciągu obu silników samolotu pracujących na pełnym ciągu. Podczas strzelania samolot oczywiście leci do przodu, zakładając, że oba silniki pracują z pełną mocą. Jeżeli jeden z silników jest uszkodzony lub niesprawny, siła odrzutu działka rzeczywiście może przekroczyć siłę ciągu pozostałego silnika.

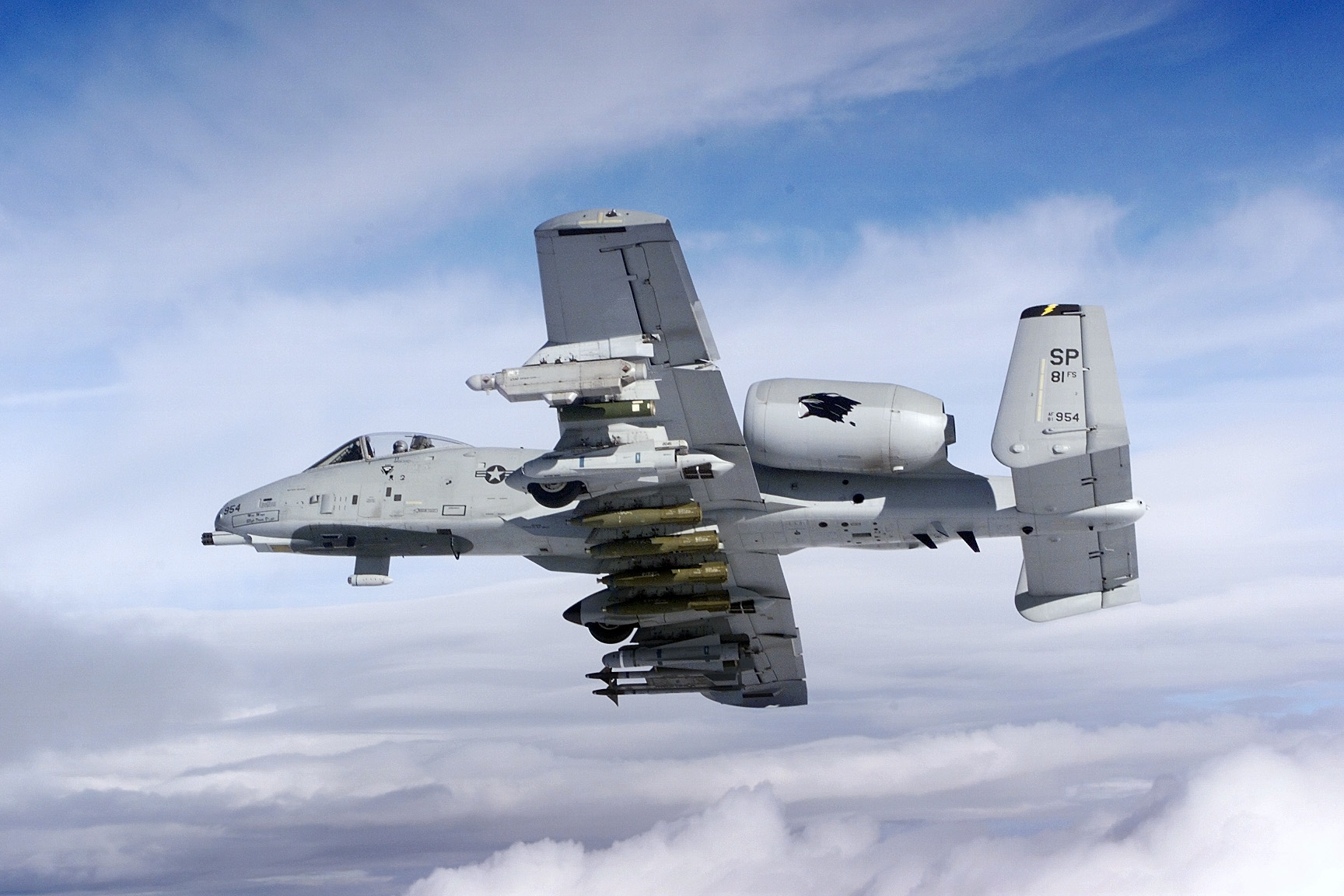
W pełni uzbrojony A-10 Thunderbolt II

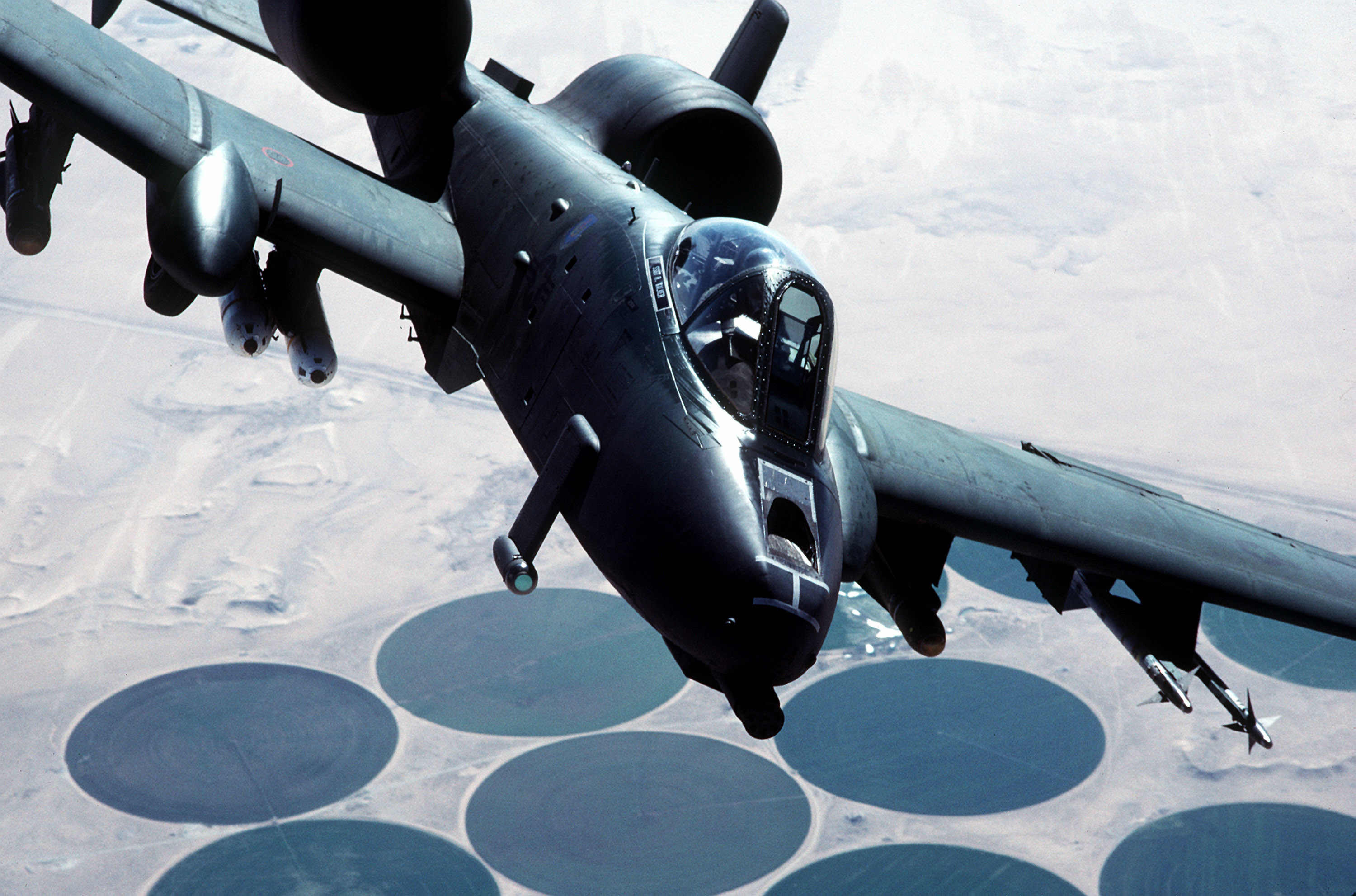
A-10A Thunderbolt II podczas operacji Pustynna Burza (Irak, 1991)

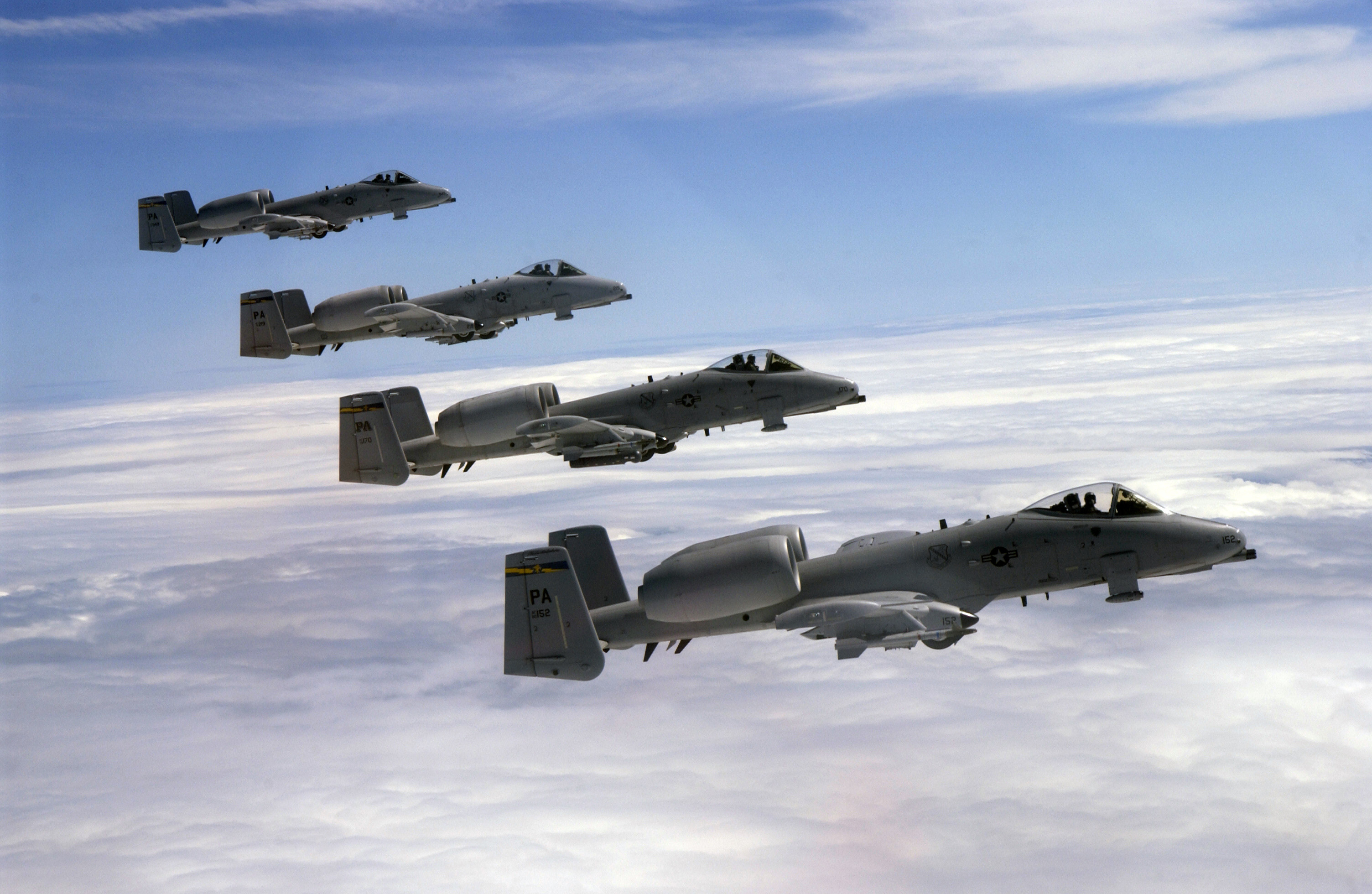
Formacja czterech A-10

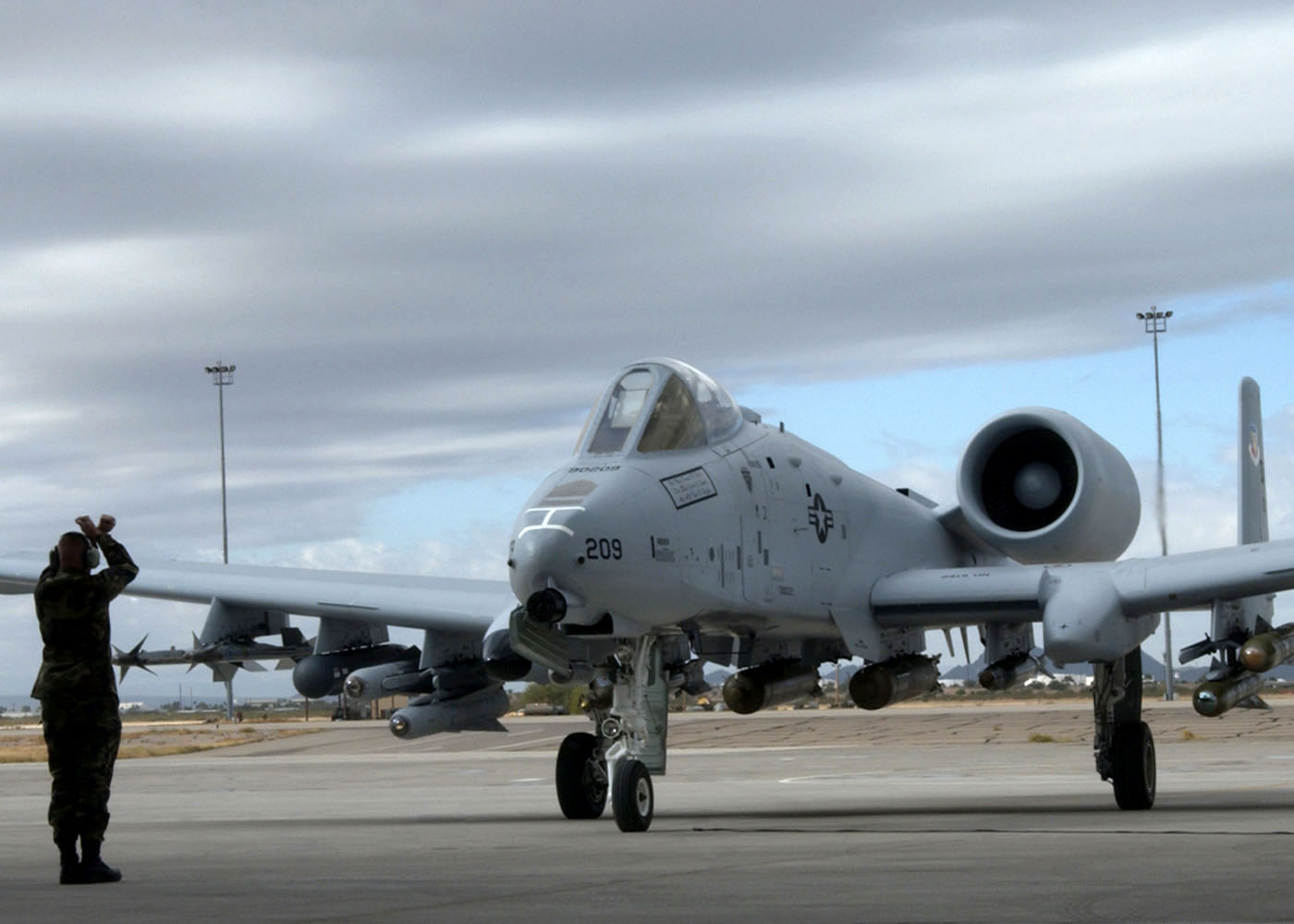
Nowo zmodyfikowany A-10C na Davis-Monthan AF Base w Arizonie, 2006 r.

Ponadto A-10 wyposażony może być w naprowadzane telewizyjnie pociski rakietowe AGM-65 Maverick. Pociski tego typu umożliwiają zniszczenie celu z dużo większej odległości niż działko, przy uniknięciu niebezpieczeństwa narażenia samolotu na kontakt z nowoczesnymi systemami obrony przeciwlotniczej. Pozostałe uzbrojenie stanowią zasobniki z niekierowanymi pociskami rakietowymi i bomby kasetowe. Chociaż możliwe jest przenoszenie również bomb naprowadzanych laserowo, to bardzo rzadko używa się A-10 w tego rodzaju misjach. Najczęstszą konfigurację uzbrojenia stanowi zasobnik z urządzeniami przeciwdziałania radioelektronicznego (ECM) pod jednym skrzydłem i dwa pociski klasy powietrze-powietrze AIM-9 Sidewinder pod drugim – służące do samoobrony.
Pierwsze produkcyjne samoloty A-10A dostarczono w październiku 1975. Były one przystosowane do misji bliskiego wsparcia i charakteryzowały się możliwością przenoszenia dużej masy uzbrojenia, długotrwałością lotu i dużym promieniem działania, co okazało się znaczącym atutem wojsk amerykańskich podczas operacji Pustynna Burza i działań w Kosowie.
Podczas wojny w Zatoce Perskiej samoloty A-10 wykonały 8100 misji bojowych, wystrzeliwując 90 procent użytych w tym teatrze działań wojennych pocisków AGM-65 Maverick, uzyskując skuteczność 95,7%.

## Użycie bojowe
Początkowo dowództwo wojsk lotniczych USA postrzegało samoloty A-10 jako mało wartościowe. USAF był nastawiony na latające z dużymi prędkościami i na dużych wysokościach samoloty ponaddźwiękowe F-15 i F-16, pozostawiając „brudną robotę” bliskiego wsparcia śmigłowcom wojsk lądowych.
W latach 90. wiele samolotów A-10 przystosowano do roli wysuniętego naprowadzania (FAC), zmieniając ich oznaczenie na OA-10. W tej wersji samolot jest uzbrojony w sześć zasobników zawierających po pięć pocisków rakietowych Zuni kalibru 127 milimetrów z głowicami dymnymi lub z białym fosforem, służącymi do oznaczania celów. OA-10 zachowały zdolność do używania systemów uzbrojenia samolotów A-10.
A-10 służyły ponadto w Kosowie podczas wojny w 1999 roku i podczas inwazji na Afganistan w 2001, stacjonując w bazie w Bagramie. Podczas drugiej wojny w Zatoce Perskiej w 2003 przerzucono do Iraku sześćdziesiąt Thunderboltów II, z których jeden zestrzelono niedaleko międzynarodowego portu lotniczego w Bagdadzie.
Podczas misji pilotom A-10 zdarzało się ostrzelać przez pomyłkę jednostki sprzymierzone (friendly fire). W 1991 jeden z samolotów ostrzelał przez pomyłkę dwa brytyjskie bojowe wozy piechoty FV 510 Warrior (z 37 zaparkowanych), zabijając dziewięciu żołnierzy. Kolejne brytyjskie opancerzone pojazdy rozpoznawcze Scimitar zostały ostrzelane podczas wojny w Iraku w 2003. Także amerykańscy Marines dostali się pod ostrzał samolotu A-10, kiedy przez pomyłkę zaatakowano ich pojazdy AAV podczas bitwy o An Nasiriyah.
W 2005 wszystkie egzemplarze zmodyfikowano do wersji C. Jednocześnie dokonano wymiany skrzydeł. Wersja C ma praktycznie całkowicie zmodyfikowaną awionikę, dwa wyświetlacze MFD, datalink współpracujący z systemem nawigacji, system stabilizujący lot, całkowicie zmieniony system kontroli uzbrojenia umożliwiający zastosowanie uzbrojenia naprowadzanego przez GPS oraz nawigacji bezwładnościowej (ang. INS) (bomby JDAM i WCMD) oraz zastosowanie nowego zasobnika celowniczego Litening II, zmieniony został też system kontroli środków zakłócających umożliwiający zastosowanie zasobników ECM. W wersji A-10C zastosowano dźwignię przepustnicy znaną z F-15 oraz drążek znany z F-16. Zmiany nie dotyczą jednak ogólnej konstrukcji płatowca.
USAF zamierzał wycofać samoloty A-10 ze stanu ze względów oszczędnościowych i z powodu zmiany filozofii, która kładzie większy nacisk na samoloty wielozadaniowe. Decyzja okazała się bardzo kontrowersyjna i w styczniu 2016 została odwołana bez wskazania, kiedy służba A-10 dobiegnie końca. Rok później zdecydowano, że Thunderbolty II pozostaną w służbie co najmniej do roku 2021. Aktualnie ostateczne wycofanie samolotów A-10 planowane jest na rok 2029. Nie mniej jednak ponad 300 maszyn zostanie wyłączona z użytku w 2026 roku.
Ostatnio były użyte podczas operacji przeciwko Państwu Islamskiemu w Iraku i Lewancie od 2014 Operation Inherent Resolve.

## Nazwy potoczne
Samoloty A-10 były określane przez wrogie wojska różnymi nazwami. Podczas I wojny w Zatoce w 1991, załogi irackich czołgów nazywały je Szepczącą Śmiercią (tą samą nazwą określano podczas drugiej wojny światowej samoloty Bristol Beaufighter). W 2003 po klęsce wojsk irackich złapani żołnierze nazywali A-10 mianem Diabelski Krzyż (prawdopodobnie od nietypowej dla większości współczesnych samolotów bojowych sylwetki z prostymi skrzydłami). Tej samej nazwy użył Tom Clancy w książce Czerwony sztorm (tytuł oryginału Red Storm Rising) napisanej w 1986. W Stanach Zjednoczonych Thunderbolt II jest nazywany Warthog, czyli guziec (co stanowi nawiązanie do przezwisk innych samolotów produkowanych w przedsiębiorstwie Republic: F-84 i F-105), albo po prostu Hog.